# Horilka
Horilka (em ucraniano: горілка) é uma vodka ucraniana. A horilka geralmente é destilada a partir do trigo ou da batata. A palavra horilka em também designa, genericamente, toda bebida alcoólica branca. A horilka caseira é conhecida como samohon (ucraniano: самогон, literalmente "auto-destilado"). A horilka geralmente é mais forte e mais picante do que uma típica vodka russa.
Na Ucrânia são produzidas vários tipos da horilka, alguns destas industrialmente, outras de maneira mais caseira. Alguns tipos da horilka são: malynivka (feita de framboesa); tertukha (morangos), agrusivka (groselha), ternivka (abrunheiro), kalynivka (novelo), shypshynnyk]] (árvore da rosa),  horobynivka (sorbus), vyshnyak ou vyshnivka (cereja), slyv´yanka (ameixeira), morelivka (damasco), tsytrynivka (limão), mokrukha (laranja e cravo–da–Índia), mochena (rodelas de cítrino), kontabas (groselha preta), horikhivka (noz). A horilka também pode ser feita de mel, menta ou até de leite.
Em alguns casos, a pimenta vermelha (pimenta malagueta) é colocada nas garrafas de horilka, tornando-a um pouco picante. Este tipo de horilka é conhecido como horilka z pertsem ou pertsivka (a horilka z pertsem, sempre feita na Ucrânia, refere-se à horilka engarrafada com a pimenta picante, enquanto a pertsivka, que pode ser russa, é tipicamente uma horilka temperada com a essência da pimenta).

## Tradições
A horilka tem um importante papel na cultura tradicional ucraniana, principalmente nos casamentos tradicionais.
E tragam muita horilka, mas não aquela para as mariquinhas, com uva–passa, ou outro tipo destas coisas — tragam nós uma horilka mais pura, dê nós essa bebida demoníaca que nós faça loucos, brincalhões e selvagens!
— Taras Bulba, por Mykola (Nikolay) Gogol

## Etimologia
A palavra horilka é datada de 1562 (горилка) e 1678 (горѣлка). Existem as diferenças dialectais: harilka, horilash, horilytsya, horilets’, horilukha, z•horivka, zorivka, orilka, ou horivka, horychka (as duas últimas da Ucrânia Ocidental).
A palavra deriva do verbo hority, "queimar-se", parecido com o bielorrusso: harelka; o checo: kořalka; o eslovaco: goralka, goržolka; existe a possibilidade da a palavra ter sido adoptada do Antigo Alto Alemão der brannte Wein → Branntwein, cognata da palavra inglesa brandy, abreviatura do brandywine, do holandês brandewijn, ‘vinho que queima’.